# 맷 도허티
매슈 제임스 "맷" 도허티 (Matthew James "matt" Doherty, 1992년 1월 16일 ~ )는 아일랜드의 축구 선수이며, 프리미어리그의 울버햄프턴 원더러스에서 라이트백과 윙백으로 뛰고 있다.
2020년 8월 30일 토트넘 홋스퍼는 맷 도허티의 영입을 발표했다. 계약 기간은 4년이다. 이적료는 비공개이다.

## 기록

### 대회 기록
울버햄튼 원더러스 FC (2010~2020)
- EFL 챔피언십 : 2013-14, 2017-18

토트넘 홋스퍼 FC (2020~2023)
- EFL컵 준우승 : 2020-21